# Шлос Холте-Штукенброк
Шлос Холте-Штукенброк (њем. Schloß Holte-Stukenbrock) град је у њемачкој савезној држави Северна Рајна-Вестфалија. Једно је од 11 општинских средишта округа Гитерсло. Према процјени из 2010. у граду је живјело 26.154 становника. Посједује регионалну шифру (AGS) 5754036, NUTS (DEA42) и LOCODE (DE SHS) код.

## Географски и демографски подаци
Шлос Холте-Штукенброк се налази у савезној држави Северна Рајна-Вестфалија у округу Гитерсло. Град се налази на надморској висини од 122 метра. Површина општине износи 67,5 km². У самом граду је, према процјени из 2010. године, живјело 26.154 становника. Просјечна густина становништва износи 388 становника/km².